# Llyn Cerrig Bach
Llyn Cerrig Bach è un piccolo lago nel nord-ovest dell'isola di Anglesey in Galles. 

## Storia
Nel 1943 nel lago fu trovata una grande quantità di materiali dell'Età del Ferro, in apparenza deposti nel lago come offerte votive. Questi ritrovamenti sono considerati una delle più importanti collezioni di metariale metallico della cultura di La Tène, scoperto nelle isole britanniche.
La scoperta è stata fatta durante i lavori di realizzazione di una base della R.A.F., a Valley. Il primo oggetto trovato fu una catena di ferro per schiavi. Altro materiale venuto alla luce (in ferro, bronzo e lega di rame) comprendeva spade, scudi, carri, briglie, accessori e arnesi vari. C'erano anche alcune normali barre di ferro, che possono essere state usate come "moneta" e un'altra catena con cinque anelli, per tenere altrettanti prigionieri.
Molti di questi oggetti sono stati deliberatamente rotti per essere deposti nel lago come offerte votive. Alcuni sono di fabbricazione locale, mentre altri provengono dall'Irlanda. Una grande quantità, però, viene dall'Inghilterra meridionale. Ciò suggerirebbe come la fama di Llyn Cerrig Bach quale luogo sacro sarebbe andata ben oltre l'area circostante. Tuttavia, è anche possibile che questo materiale provenisse dai bottini di guerra della popolazione locale. La datazione di questi oggetti va dal II secolo a.C. all'epoca dell'invasione romana della Britannia (prima metà del I secolo d.C.).
Quando le legioni romane, comandate da Gaio Svetonio Paolino, conquistarono l'isola di Anglesey nel 60 o 61, questa era un importante centro della religione druidica. La maggior parte degli oggetti trovati a Llyn Cerrig Bach possono essere visti nel Museo nazionale del Galles a Cardiff.